# Chiaroscuro
Chiaroscuro (it. ’lys-mørke’ ; fr. clairobscur ) betegner inden for maleriet anvendelsen af lys og skygge i et maleri, især hvis farverne er stærkt kontrasterende. Caravaggio og Rembrandt er kendt for denne teknik, som var særlig værdsat i 1600-tallet.
I nyere kunst ses teknikken hos Thomas Kluge.

## Henvisning
1. ↑  Kunstindeks Danmark & Weilbachs kunstnerleksikon

| Kunst | Spire Denne artikel om kunst er en spire som bør udbygges. Du er velkommen til at hjælpe Wikipedia ved at udvide den. |